# Grèzes (Dordogne)
Grèzes (okzitanisch: Gresas) ist ein Ort und eine Commune déléguée in der südwestfranzösischen Gemeinde Les Coteaux Périgourdins mit 191 Einwohnern (Stand 1. Januar 2022)  in der alten Kulturlandschaft des Périgord im Département Dordogne in der Region Nouvelle-Aquitaine. Die Commune déléguée besteht aus mehreren Siedlungen.
Die Gemeinde Grèzes schloss sich am 1. Januar 2017 mit Chavagnac zur neuen Commune nouvelle Les Coteaux Périgourdins zusammen.

## Lage

Blick auf Grèzes

Grèzes liegt etwa 58 Kilometer ostsüdöstlich von Périgueux.

## Bevölkerungsentwicklung der ehemaligen Gemeinde
| 1962                      | 1968 | 1975 | 1982 | 1990 | 1999 | 2006 | 2013 |
| ------------------------- | ---- | ---- | ---- | ---- | ---- | ---- | ---- |
| 164                       | 149  | 131  | 164  | 163  | 159  | 171  | 196  |
| Quelle: Cassini und INSEE |      |      |      |      |      |      |      |

## Sehenswürdigkeiten

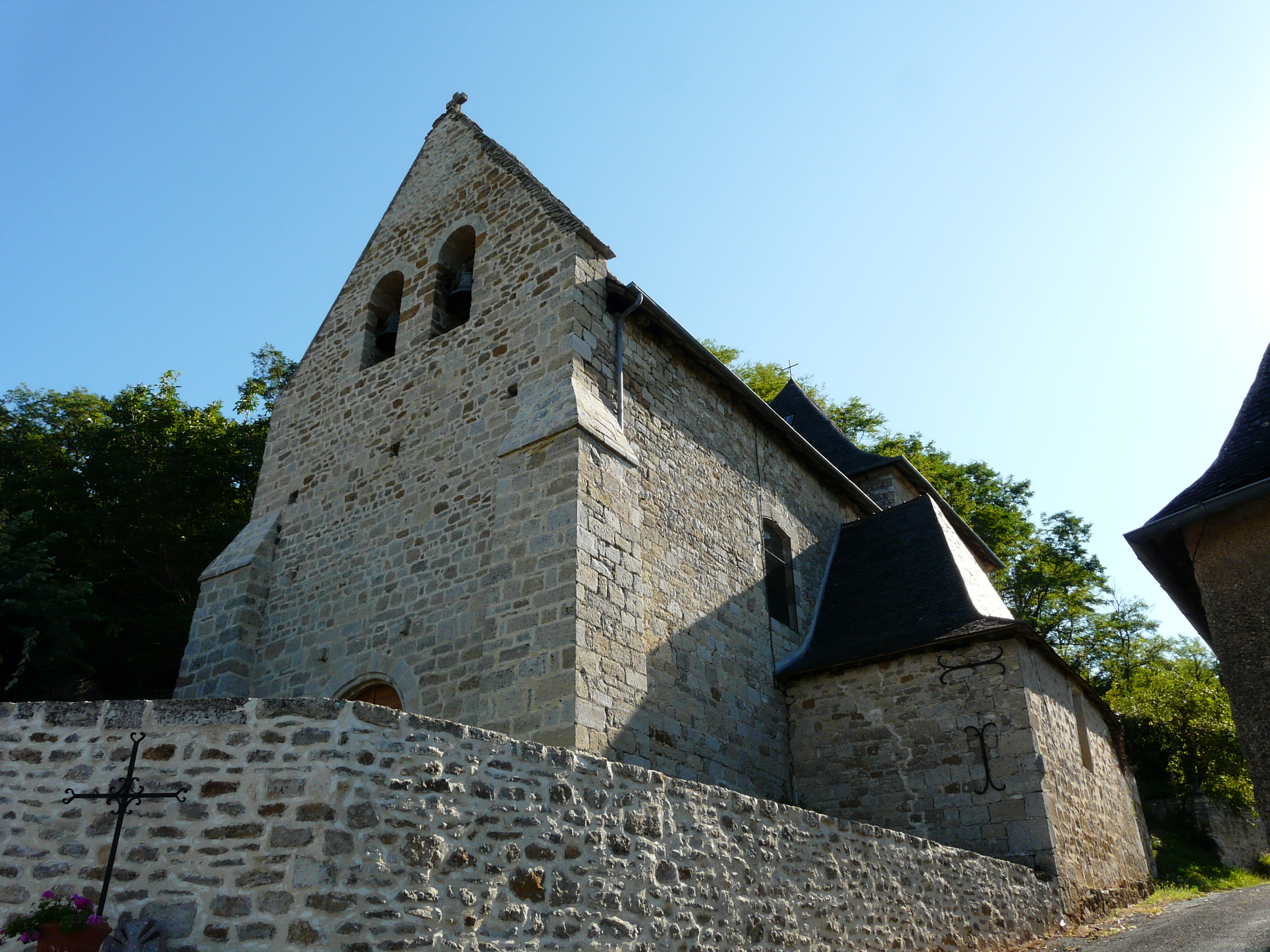
Kirche Saint-Pierre-ès-Liens

- Kirche Saint-Pierre-ès-Liens